# Гостиница (посёлок)
Гостиница — посёлок в Максатихинском районе Тверской области, входит в состав Рыбинского сельское поселение.

## География
Посёлок находится в 10 км на север от центра поселения села Сельцы и в 30 км на север от районного центра посёлка Максатиха.

## История
В 1845 году на погосте Гостиницы была построена каменная Новодворская церковь с 3 престолами.
В конце XIX — начале XX века погост Гостиницы входил в состав Заручьевской волости Бежецкого уезда Тверской губернии. 
С 1929 года Гостиница входила в состав Горячевского сельсовета Максатихинского района Бежецкого округа Московской области, с 1935 года — в составе Калининской области, с 2005 года — в составе Будёновского сельского поселения, с 2014 года — в составе Рыбинского сельское поселение.

## Население
| 1859 | 2002 | 2008 | 2010 |
| ---- | ---- | ---- | ---- |
| 18   | ↗87  | ↘58  | ↘54  |

## Достопримечательности
В посёлке расположена недействующая Церковь Новодворской иконы Божией Матери (1845).